# 비인향교
비인향교(庇仁鄕校)는 대한민국 충청남도 서천군 비인면에 있는 조선시대의 향교이다. 1997년 12월 23일 충청남도 기념물 제129호로 지정되었다.

## 개요
향교는 공자와 여러 성현께 제사를 지내고 지방민의 교육과 교화를 위해 나라에서 세운 교육기관이다.
비인향교를 세운 시기는 정확하게 알 수 없으나, 전국적으로 향교가 설치되었던 조선 전기에 지은 것으로 전한다. 그 뒤 여러 차례 고쳐 짓고 수리한 것으로 짐작하지만 자료는 전하지 않는다.
건물은 정문인 외삼문, 학문을 배우는 공간인 명륜당, 내삼문, 제사지내는 공간인 대성전 순으로 되어 있다.
대성전은 앞면 3칸·옆면 3칸 규모이며, 지붕은 옆면에서 볼 때 사람 인(人)자 모양인 맞배지붕이다. 명륜당은 앞면 5칸·옆면 2칸으로, 지붕은 옆면에서 볼 때 여덟 팔(八)자 모양인 팔작지붕으로 꾸몄다.

## 같이 보기
- 향교

## 참고 자료
- 비인향교 - 국가유산청 국가유산포털